# Município de Hocking (condado de Fairfield, Ohio)
O município de Hocking (em inglês: Hocking Township) é um município localizado no condado de Fairfield no estado estadounidense de Ohio. No ano de 2010 tinha uma população de 4.672 habitantes e uma densidade populacional de 54,78 pessoas por km².

## Geografia
O município de Hocking encontra-se localizado nas coordenadas 39° 41′ 02″ N, 82° 39′ 11″ O. Segundo a Departamento do Censo dos Estados Unidos, o município tem uma superfície total de 85.29 km², da qual 84,96 km² correspondem a terra firme e (0,39 %) 0,33 km² é água.

## Demografia
Segundo o censo de 2010, tinha 4.672 pessoas residindo no município de Hocking. A densidade populacional era de 54,78 hab./km².